# Anomaloglossus surinamensis
Anomaloglossus surinamensis es una especie de anfibio anuro de la familia Aromobatidae.

## Distribución geográfica
Esta especie es endémica de Surinam. Habita en las montañas de Brownsberg y Nassau.

## Etimología
Su nombre de especie, compuesto por Surinam[e] y el sufijo en latín -ensis, significa "que vive en, que habita", y le fue dado en referencia al lugar de su descubrimiento, Surinam.

## Publicación original
- Ouboter & Jairam, 2012 : Amphibians of Suriname. Fauna of Suriname, Brill Academic Publishers, p. 1-376.[4]